# Barwy Kofty
Barwy Kofty – drugi album polskiego piosenkarza Krzysztofa Kiljańskiego. Wydawnictwo ukazało się 6 lutego 2012 roku nakładem wytwórni muzycznej QM Music.
Album dotarł do 31. miejsca polskiej listy przebojów – OLiS.

## Lista utworów
Opracowano na podstawie materiału źródłowego.
1. „Moja wolność” (muz. Georges Moustaki, sł. Jonasz Kofta) – 3:07
2. „Kwiat jednej nocy” (muz. Juliusz Loranc, sł. Jonasz Kofta) – 4:25
3. „Sposób na czekanie” (muz. Marian Zimiński, sł. Jonasz Kofta) – 3:31
4. „Sufit” (muz., sł. Jonasz Kofta) – 2:57
5. „Gdybym miał 10 000 ton” (muz. Jerzy Andrzej Marek, sł. Jonasz Kofta) – 2:47
6. „Kiedy księżyc jest w nowiu” (muz. Janusz Strobel, sł. Jonasz Kofta) – 3:27
7. „Wakacje z blondynką” (muz. Juliusz Loranc, sł. Jonasz Kofta) – 2:12
8. „Jej portret” (muz. Włodzimierz Nahorny, sł. Jonasz Kofta) – 3:57
9. „Epitafium dla Mahalii Jackson” (muz. Stanisław Sojka, sł. Jonasz Kofta) – 4:22
10. „Samba przed rozstaniem” (muz. Baden Powell, sł. Jonasz Kofta) – 3:32
11. „Trzeba marzyć” (muz. Janusz Strobel, sł. Jonasz Kofta) – 4:08
12. „A my jak dzieci” (muz. Janusz Kruk, sł. Jonasz Kofta) – 3:22